# Apomecyna lameerei
Apomecyna lameerei är en skalbaggsart som först beskrevs av Maurice Pic 1895.  Apomecyna lameerei ingår i släktet Apomecyna och familjen långhorningar.
Artens utbredningsområde är:
- Djibouti.
- Iran.
- Mali.
- Niger.
- Senegal.

Inga underarter finns listade i Catalogue of Life.